# Артикбаєв Якуб
Якуб (Якубаджан) Артикбаєв (1907, тепер Узбекистан — 1979, тепер Узбекистан) — радянський узбецький діяч, 1-й секретар Бухарського обласного комітету КП(б) Узбекистану, секретар ЦК КП(б) Узбекистану. Депутат Верховної ради Узбецької РСР.

## Життєпис
Член ВКП(б).
У березні 1940 — 3 вересня 1943 року — секретар ЦК КП(б) Узбекистану із кадрів.
У червні 1944 — січні 1946 року — 1-й секретар Бухарського обласного комітету КП(б) Узбекистану.
Подальша доля невідома.
Помер у 1979 році.

## Нагороди
- орден Вітчизняної війни І ст. (1.02.1945)
- два ордени Трудового Червоного Прапора (30.09.1943; 25.12.1944)
- медалі